# ALL外為ナビ!
『ALL外為ナビ!』（オールがいためナビ）は、2010年7月26日から2011年8月1日まで日経ラジオ社（ラジオNIKKEI）第1放送で月曜日18:00 - 18:30放送された経済情報・教養番組である。全54回。提供：フォレックス・ドットコムジャパン、制作協力：ALL外為比較。
短波放送以外にもライブストリーミングやポッドキャストの配信があり、PC等での聴取にも対応していた。

## 概要
世界の最新ニュースを元に外国為替市場の動向について、FX投資初心者からベテランまで幅広い層にわかりやすい解説で紹介する。またFX取り扱い会社の営業担当者から各社のサービスに関する説明を聞いたり、一般のFX投資家を招いてその実践的テクニックについて聞くコーナーも設けられた。
女優の藤崎奈々子をメインパーソナリティーとする『藤崎奈々子のALL外為ナビ!』（ふじさきななこのオールがいためナビ）として番組スタート。レギュラーコメンテーターは外為アナリストの岡安盛男とファイナンシャルプランナーの大竹のり子。さらに毎月1回程度、藤崎と親交が深いタレント・小倉優子も出演した。
2011年1月24日の放送で藤崎が降板し、2月7日からタレントの上原美優をパーソナリティーに迎える。これに伴い『上原美優のALL外為ナビ!』（うえはらみゆのオールがいためナビ）と改題された。
しかし同年5月12日に上原が急逝。6月6日からタレントの手島優がアシスタントとして加わるが、後任パーソナリティー不在のまま、最終回まで『ALL外為ナビ!』として放送された。
全体としてはFX投資のPR的性格の強い番組といえ、女性芸能人の冠番組という体裁をとってはいたが、出演の実態は番組に花を添える程度のものだった。